# Achorotile foveata
Achorotile foveata är en insektsart som beskrevs av Spooner 1912. Achorotile foveata ingår i släktet Achorotile och familjen sporrstritar. Inga underarter finns listade i Catalogue of Life.